# Mandela Barnes
Mandela Barnes (Milwaukee, 1 de diciembre de 1986) es un político estadounidense que se desempeñó como el 45.º vicegobernador de Wisconsin desde 2019 a 2023. Miembro del Partido Demócrata, anteriormente se desempeñó como representante del estado de Wisconsin por el distrito 11 desde 2013 a 2017. Barnes es el primer afroamericano en asumir el cargo de vicegobernador del estado.
Barnes fue el candidato demócrata en las elecciones al Senado de los Estados Unidos de 2022 en Wisconsin, pero perdió frente al senador republicano Ron Johnson.
En 2017, Barnes acusó a Donald Trump de ser un "espía ruso."